# Meromyza longicornis
Meromyza longicornis är en tvåvingeart som först beskrevs av Frey 1921.  Meromyza longicornis ingår i släktet Meromyza och familjen fritflugor. Inga underarter finns listade i Catalogue of Life.